# Грінченкове
Грінче́нкове (у минулому — Бардаківка) — село в Україні, у Чупахівській селищній громаді Охтирського району Сумської області. Населення становить 331 осіб. Площа села — 199,9 га, 110 дворів. 2017 року село приєдналося до Чупахівської селищної ОТГ, орган місцевого самоврядування у 1972—2017 роках — Грінченківська сільська рада.

## Географія
Село Грінченкове лежить між річками Олешня і Ташань. До села примикає село Соборне.
Поруч проходила залізнична гілка вузькоколійки Охтирка — Чупахівка — Зіньків.

## Історія
Засноване в другій половині XVII століття як Бардаківка. Ймовірно назва походить від поширеного і сьогодні прізвища Бардак. Можливо перший поселенець села носив це прізвище. Відомо багато населених пунктів, які таким чином отримали свою назву.
За даними на 1864 рік у казенному селі Олешанської волості Лебединського повіту Харківської губернії мешкало 257 осіб (125 чоловічої статі та 132 — жіночої), налічувалось 40 дворових господарств.
Після перевороту 1917 року перейменоване на теперішню назву на честь українського письменника Бориса Грінченка.
Під час організованого радянською владою Голодомору 1932—1933 років померло щонайменше 73 жителі села.
У серпні 1943 в боях за село брали участь 3-й гвардійський механізований корпус 47-ї армії і 377-ма та 218-та стрілецькі дивізії. Для посилення наступу 17 серпня із рубежу сіл Гребениківка — Боромля була висунута резервна 47-ма армія. Вже 27 серпня армія зайняла східну частину Охтирського району, зокрема й село Грінченкове.
За роки Другої світової війни в бойових діях взяли участь 106 жителів села. Серед них — 47 загинуло, 50 — нагороджено орденами та медалями.

## Населення
Згідно з переписом УРСР 1989 року чисельність наявного населення села становила 333 особи, з яких 153 чоловіки та 180 жінок.
За переписом населення України 2001 року в селі мешкало 328 осіб.

### Мова
Розподіл населення за рідною мовою за даними перепису 2001 року:
| Мова       | Відсоток |
| ---------- | -------- |
| українська | 96,68 %  |
| російська  | 1,81 %   |
| білоруська | 0,91 %   |
| інші       | 0,60 %   |

## Інфраструктура
У 1950—1960-тих для потреб побудованого млину працювала електростанція, що забезпечувала струмом також і населення села та сусіднього П'яткине. Село було радіофіковане 1952 року. На початку 1970-х прокладено дороги із твердим покриттям.
У селі — чотири вулиці: Ватутіна, Вишнева, Гагаріна, Молодіжна та провулок Шкільний.
В селі діють:
- Школа I—II ст.
- Навчально-виховний комплекс, де навчаються 73 учні
- Клуб
- Районна філія бібліотеки
- Фельдшерсько-акушерський пункт

## Релігія
19 вересня 2019 року релігійна громада святих мучениць Віри, Надії, Любові та матері їх Софії села, у день відзначення чуда архістратига Божого Михаїла в Хонах, на загальних зборах ухвалила рішення разом з храмом увійти до складу Православної Церкви України.

## Відомі люди
- Кузьменко Володимир Миколайович (1956—2018) — оперний співак, народний артист України[8].